# Delegado Waldir
Waldir Soares de Oliveira, também conhecido como Delegado Waldir (Jacarezinho, Paraná, 28 de dezembro de 1962), é um delegado de polícia e político brasileiro filiado ao União Brasil (UNIÃO). Foi deputado federal por Goiás.
Nascido no Paraná, formou-se em direito na Pontifícia Universidade Católica do Paraná e foi aprovado em concurso público para a Polícia Civil do Estado de Goiás, cuidando da região do entorno do Distrito Federal.
Iniciou sua carreira política se candidatando pelo Partido da Social Democracia Brasileira (PSDB) a deputado federal em 2010 e acabou como suplente, assumindo por quatro meses o cargo de deputado.
Concorreu novamente ao cargo pelo Partido da República (PR) na eleição de 2014, dessa vez sendo eleito como o candidato com mais votos em Goiás. Em 2018, Waldir se filiou ao PSL e apoiou a candidatura do então deputado Jair Bolsonaro a presidência. Na eleição do respectivo ano, Waldir foi novamente o candidato com mais votos em Goiás, sendo escolhido como líder do PSL na Câmara dos Deputados.

## Biografia
Waldir Soares nasceu em 28 de dezembro de 1962 em Jacarezinho, no Paraná. É formado em Direito, com pós-graduações em Direito Penal e Processo Penal, e Gerenciamento de Segurança Pública.⁠⁠⁠ Foi escrivão de Polícia Civil do Estado do Paraná  enquanto estudava na Pontifícia Universidade Católica, também lecionando no segundo grau. Em 1999, pouco depois de ser reprovado na prova oral do concurso para delegado no Rio Grande do Sul, mudou-se para o estado de Goiás em 2000, quando passou no concurso público para delegado.
Soares começou atuando em cidades do entorno do Distrito Federal, como Novo Gama, Luziânia, Águas Lindas de Goiás e Planaltina de Goiás. Mais tarde, passou a atuar em Goiânia e ficou conhecido por se envolver em polêmicas. Em uma das suas primeiras operações já no comando da Região Noroeste da capital, o delegado prendeu 22 duas pessoas suspeitas de tráfico, incluindo grávidas e cadeirantes. Na época, ao ser questionado, ele disse que “o crime não tem rosto”. Antes das eleições, ele atuava como titular do 8º Distrito Policial, no Setor Pedro Ludovico.
Atuou brevemente na seção de Furtos e Roubos de Veículos, onde participou da operação Ali-Babá (41 indiciados, 11 dos quais já estavam no Cepaigo e foram autuados novamente em flagrante por tráfico de drogas, formação de quadrilhas e roubo de carros), até voltar para o 22º DP, onde ficou de 2007 a 2010, quando se tornou suplente de deputado federal.
Em abril de 2013, o Comando da Polícia Militar do Estado de Goiás (PM), publicou uma nota de repúdio referente ao comportamento de Soares, à época titular do 8° Distrito Policial de Goiânia. Durante uma entrevista ao vivo para o programa Goiás no Ar, da emissora filiada TV Record, o delegado discutiu com o tenente coronel da PM, Anésio Barbosa, à época, assessor de imprensa da Polícia Militar.
Em março de 2023, foi nomeado para a presidência do Detran de Goiás pelo Governador Ronaldo Caiado.

## Carreira Parlamentar

### Primeiro Mandato
Delegado Waldir foi candidato a Deputado Federal por Goiás pelo Partido da Social Democracia Brasileira (PSDB) e foi eleito. Obteve 274.625 votos (9.06%). Foi o mais bem votado na história do estado. Nas eleições de 2010, Waldir Soares também concorreu como deputado federal e conseguiu pouco mais de 40 mil votos, sendo eleito suplente. Ele chegou a assumir o cargo por quatro meses. Neste ano, abriu margem de quase 100 mil votos em relação ao segundo candidato mais bem votado à Câmara dos Deputados, Daniel Vilela (PMDB), que obteve 179.214 votos.
Soares protagonizou um bate boca com integrantes do PT da CPI da Petrobrás no dia 9 de abril de 2015. Durante o depoimento do tesoureiro do PT no Congresso, o Soares chamou João Vaccari Neto de “maior corrupto e ladrão da história do país” e acusou o PT de “patrocinar a corrupção” no Brasil. Revoltada com as declarações do deputado, a deputada federal Maria do Rosário (PT-RS) questionou sua sanidade mental. No início da sessão, ele foi acusado pelo deputado Jorge Solla (PT-BA) de ser suspeito de envolvimento com o ato de um funcionário da Câmara dos Deputados que soltou cinco roedores no Plenário da CPI assim que Vaccari entrou no recinto.
Soares questionou Eduardo Cunha sobre contas no exterior. Mostrando-se indignado e procurando contradições na peça apresentada contra ele pelo procurador-geral Rodrigo Janot, Cunha foi muito elogiado por praticamente todos os deputados que estavam na sessão, incluindo o PSDB, DEM e até o próprio PT. Em determinado momento, o Soares (na época PSDB-GO) perguntou a Cunha se ele tinha contas na Suíça ou em outro paraíso fiscal. Cunha respondeu: — Não tenho qualquer tipo de conta em qualquer lugar que não seja a conta que está declarada no meu Imposto de Renda.
Entre os projetos de lei de sua autoria nessa época, estão a proposta de que o preso pague as próprias despesas durante o cumprimento da pena; o fim do foro privilegiado não apenas para Senadores e Deputados mas também para as demais autoridades (Prefeitos, Governadores, Promotores, Juízes e Presidente da República); o fim da fiança para presos reincidentes; o agravamento da pena de homicídio culposo ao volante por embriaguez por álcool ou substâncias ilícitas; a criação de creches noturnas em todos os Municípios do país, dentre outros. Participou da aprovação de lei que aumenta a pena dos criminosos que matam policiais, tornando o crime hediondo.
Nessa legislatura, Waldir votou a favor da redução da maioridade penal. Votou também a favor do Processo de impeachment de Dilma Rousseff. Posteriormente, votou a favor da PEC do Teto dos Gastos Públicos. Em abril de 2017 votou contra a Reforma Trabalhista. Em agosto de 2017 se ausentou à votação do processo em que se pedia abertura de investigação do então Presidente Michel Temer, ajudando a arquivar a denúncia do Ministério Público Federal.

### Segundo Mandato
Em 2018, Waldir Soares conseguiu ser o deputado com mais votos de Goiás novamente, com seu partido obtendo o maior número de votos . Sendo um dos deputados veteranos do PSL, ele foi escolhido com o apoio de Jair Bolsonaro o líder do PSL na Câmara dos Deputados. Após conflitos internos do PSL, a ala mais ligada ao Presidente da República tentaram substituir ele na liderança do partido por Eduardo Bolsonaro, porém Waldir conseguiu o apoio da maioria dos deputados pesselistas e permaneceu no cargo, com esse conflito, vazou um áudio a qual o líder do partido declarou que Jair Bolsonaro era um "vagabundo" e que iria "implodir o presidente".

## Vida pessoal
Formado em Direito, possui pós-graduações em Direito Penal e Processo Penal, e Gerenciamento de Segurança Pública. Filho de mãe zeladora e criado sem o auxílio do pai, ajudou a mãe, quando jovem, no sustento da casa. É casado com Priscila e possui quatro filhos: Vanessa, Vinícius Guilherme e Brenno Gabriel, todos do primeiro casamento.
Waldir Soares tem mais de 640 mil seguidores na sua página no Facebook. No início de 2015, lançou uma consulta popular em seu perfil no Facebook para saber como devem ser gastos os 10 milhões de reais a que tem direito como parlamentar, para aplicação em obras no estado. Segundo o político, essa é uma maneira do cidadão ver de maneira direta, onde são investidos os impostos que paga.

## Desempenho eleitoral
| Ano  | Eleição              | Partido | Cargo            | Votos   | %      | Resultado  | Ref    |
| ---- | -------------------- | ------- | ---------------- | ------- | ------ | ---------- | ------ |
| 2010 | Estaduais em Goiás   | PSDB    | Deputado Federal | 40.448  | 1,53%  | Não Eleito | [ 25 ] |
| 2014 | Estaduais em Goiás   | PSDB    | Deputado Federal | 274.625 | 9,06%  | Eleito     | [ 26 ] |
| 2016 | Municipal de Goiânia | PR      | Prefeito         | 71.727  | 10,48% | Não Eleito | [ 27 ] |
| 2018 | Estaduais em Goiás   | PSL     | Deputado Federal | 274.406 | 9,05%  | Eleito     | [ 28 ] |
| 2022 | Estaduais em Goiás   | UNIÃO   | Senador          | 539.219 | 17,04% | Não Eleito | [ 29 ] |